# Annette Bear-Crawford
Annette Bear-Crawford, född 1853, död 1899, var en australisk feminist. Hon var drivande i kampanjen för kvinnlig rösträtt i delstaten Victoria i Australien.